# Saint-Didier, Nièvre
Saint-Didier este o comună în departamentul Nièvre din centrul Franței. În 2009 avea o populație de 33 de locuitori.

## Evoluția populației
| An        | 1975 | 1982 | 1990 | 1999 | 2006 | 2009 |
| --------- | ---- | ---- | ---- | ---- | ---- | ---- |
| Populație | 43   | 43   | 33   | 38   | 34   | 33   |